# Masterblazer
Masterblazer is een computerspel dat werd ontwikkeld en uitgegeven door Rainbow Arts Software. Het spel kwam in 1990 uit voor de Commodore Amiga. Een jaar later volgde een release voor de Atari ST en DOS. Het spel is een remake van Ballblazer. 

## Platforms
| Jaar | Platform      |
| ---- | ------------- |
| 1990 | Amiga         |
| 1991 | Atari ST, DOS |

## Ontvangst
| Beoordeeld door                | Platform | Datum         | Score |
| ------------------------------ | -------- | ------------- | ----- |
| Computer and Video Games (CVG) | Atari ST | juni 1991     | 89%   |
| Computer and Video Games (CVG) | Amiga    | januari 1991  | 89%   |
| Amiga Action                   | Amiga    | maart 1991    | 85%   |
| ST Format                      | Atari ST | juni 1991     | 74%   |
| Amiga Joker                    | Amiga    | november 1990 | 71%   |
| Power Play                     | Amiga    | januari 1991  | 70%   |